# Abu-l-Hàssan Alí ibn Sad
Abu-l-Hàssan Alí ibn Sad, conegut a les cròniques cristianes com a Muley Hacen, fou un rei musulmà de la dinastia nassarita de Granada, fill de Sad ibn Alí.

## Biografia
Va enderrocar el seu pare l'agost de 1464 i es va proclamar rei. Tenia el suport dels abenserraigs. El 1470 va reprimir una revolta del seu germà Muhàmmad ibn Sad conegut com al-Zaghal (el Valent), a Màlaga, que havia tingut el suport dels abensarraigs. Des de llavors va estar enemistat amb aquestos i els va combatre.
El 1482 hi va haver lluites amb Castella per la possessió de Castellar de Santisteban en què els musulmans foren rebutjats i els castellans en el contraatac van ocupar l'estratègica Alhama (al-Hamma, febrer de 1482); Muley Hacen va tractar de recuperar-la però els seus intents no van reeixir. Els Abenserraigs, i el poderós i influent Yússuf ibn Kumaixa (Abencomixa) es va revoltar llavors i van proclamar rei Boabdil el Noi (Abu-Abd-Al·lah Muhàmmad), el fill d'Abu-l-Hàssan Alí. a Guadix, avançant cap a Granada. Davant l'atac castellà a Loja el pare i el fill van pactar una treva i el rei va marxar a Loja on va derrotar i rebutjar els cristians (meitat de juliol) i els va empaitar fins a Riofrío i es va apoderar de Cañete, però fou altre cop rebutjat a Alhama. Boabdil no va respectar la treva i va arribar a Zahara (26 de desembre) i va aprofitar la situació per entrar a Granada i se'n proclamà rei (Muhàmmad XII). Muley Hacen es va establir llavors a Màlaga on va rebre el suport del seu germà Muhàmmad al-Zaghal i dominà la part oriental amb Almeria (mentre Boabdil dominava la part occidental amb Ronda, i fins a Granada i Guadix).
Muley Hacen va combatre amb els castellans que havien envaït el seu territori i que foren derrotats pels seus generals, Ridwan Venegas i Abu-l-Qàssim, a l'Axarquía, la comarca a l'est de Màlaga (els castellans estaven manats per Alonso de Cardenas). Boabdil, per emular el triomf del seu pare i guanyar suport entre la població, va fer un temerari atac contra Lucena (a mig camí entre Granada i Sevilla) amb 1500 cavallers i 700 infants i va assetjar la ciutat però van arribar reforços manats pel comte de Cabra que van derrotar els granadins, van fer presoner Boabdil (23 d'abril de 1483) i van derrotar les restes de l'exèrcit a la Plana de Marín González. Llavors Muley Hacen va poder retornar a Granada on fou reconegut novament.
La reina Aixa va negociar amb Castella l'alliberament del seu fill a canvi de ser vassall de Castella, pagar un tribut de dotze mil dobles d'or anuals i alliberar tres mil captius cristians, i a més permetre el pas lliure d'exèrcits cristians per les seves terres per combatre Muley Hacen i al-Zaghal. Els castellans el van alliberar i es va presentar a Granada on els Abenserraigs van organitzar la revolta; es va combatre durant dos dos dies i finalment es va arribar a un acord: Muley Hacen conservava el tron a Granada però cedia Almeria a Boabdil com a rei.
El 1484 va lluitar contra els castellans a la riba del Lopera. Fou derrotat i els castellans van passar a l'ofensiva i en els següents mesos van ocupar Alhabar, Cambil (després de 12 dies de setge), Coín i Ronda, si bé finalment foren rebutjats a Moclín.
No se saben ben bé les causes per les quals Muley Hacen fou apartat del poder el 1485: es diu que era molt vell i estava cec o que va tenir un atac cerebral que el va deixar mig paralitzat. Fos com fos, el seu germà Muhàmmad "El Zagal" fou proclamat rei. Muley Hacen fou enviat a Almuñécar i més tard a Salobreña on va morir no gaire temps després.